# Rick Dees

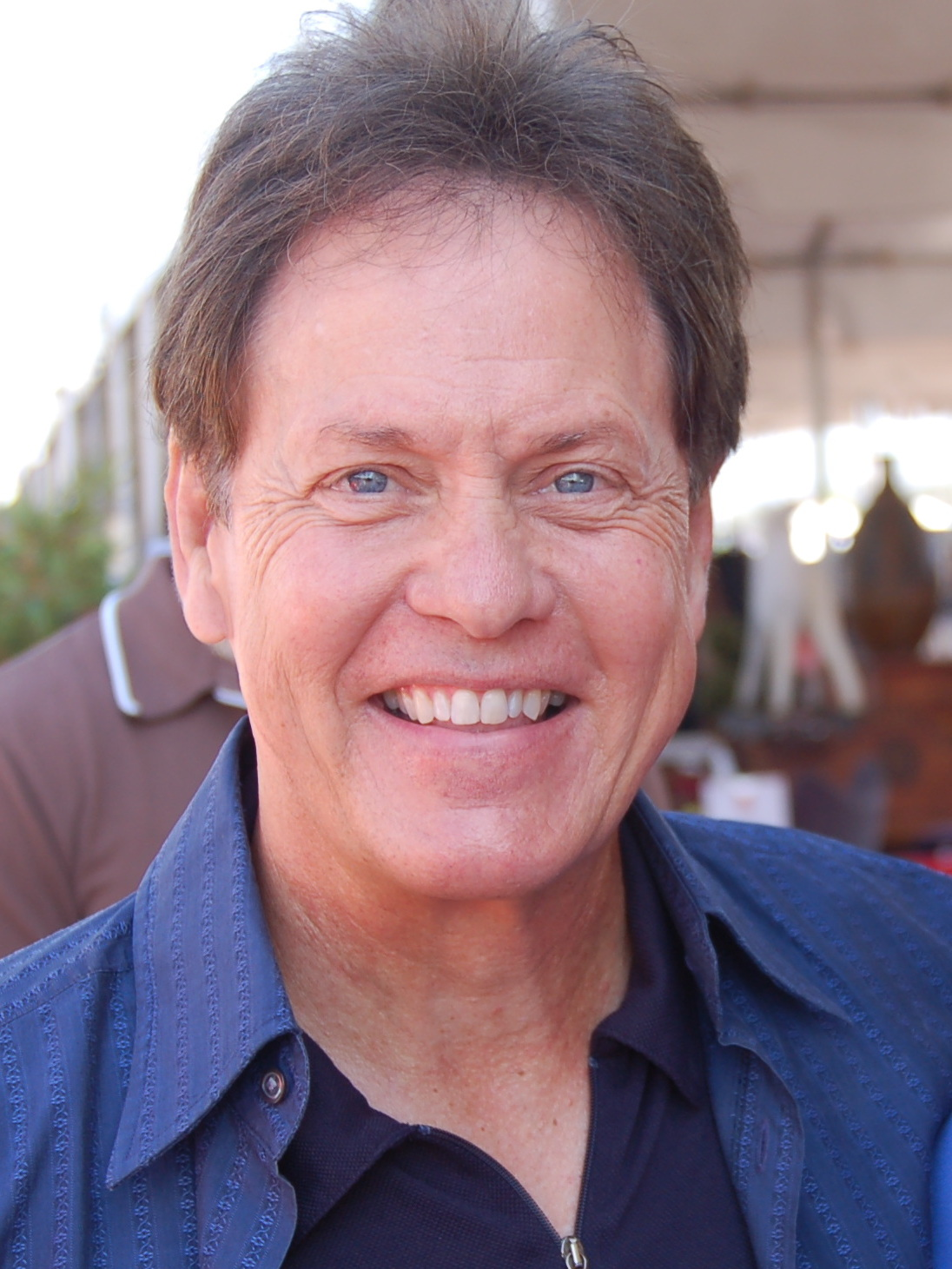
Rick Dees (2010)

Rick Dees (eigentlich Rigdon Osmond Dees; * 14. März 1950 in Jacksonville, Florida) ist ein US-amerikanischer Radio-DJ. Seine Show Daily Dees wird durch seine eigene Firma „Dees Entertainment“ US-weit verbreitet.

## Leben und Karriere
Dees wuchs in Greensboro, North Carolina, auf und schloss ein Studium mit dem Schwerpunkt Radio- und Filmwissenschaft an der University of North Carolina at Chapel Hill mit dem Bachelor ab. Er lebt im südkalifornischen Toluca Lake.
Dees hatte Gastauftritte in einigen Filmen und Fernsehserien, wie beispielsweise in Love Boat, Diagnose: Mord und La Bamba. 1999 wurde er in die Radio Hall of Fame aufgenommen und mit den People’s Choice Award ausgezeichnet. Zudem ist ihm ein Stern auf dem Hollywood Walk of Fame gewidmet.
Mit dem Lied Disco Duck konnte Dees im Jahr 1976 eine Woche Platz 1 der US-amerikanischen Singlehitparade belegen. Der Song wurde u. a. 1977 von D.J. Scott gecovert. Auch dem damaligen Radiomoderator Willem gelang ein Charterfolg mit dem Lied Tarzan ist wieder da, welches ein Zitat aus „Disco Duck“ enthält.

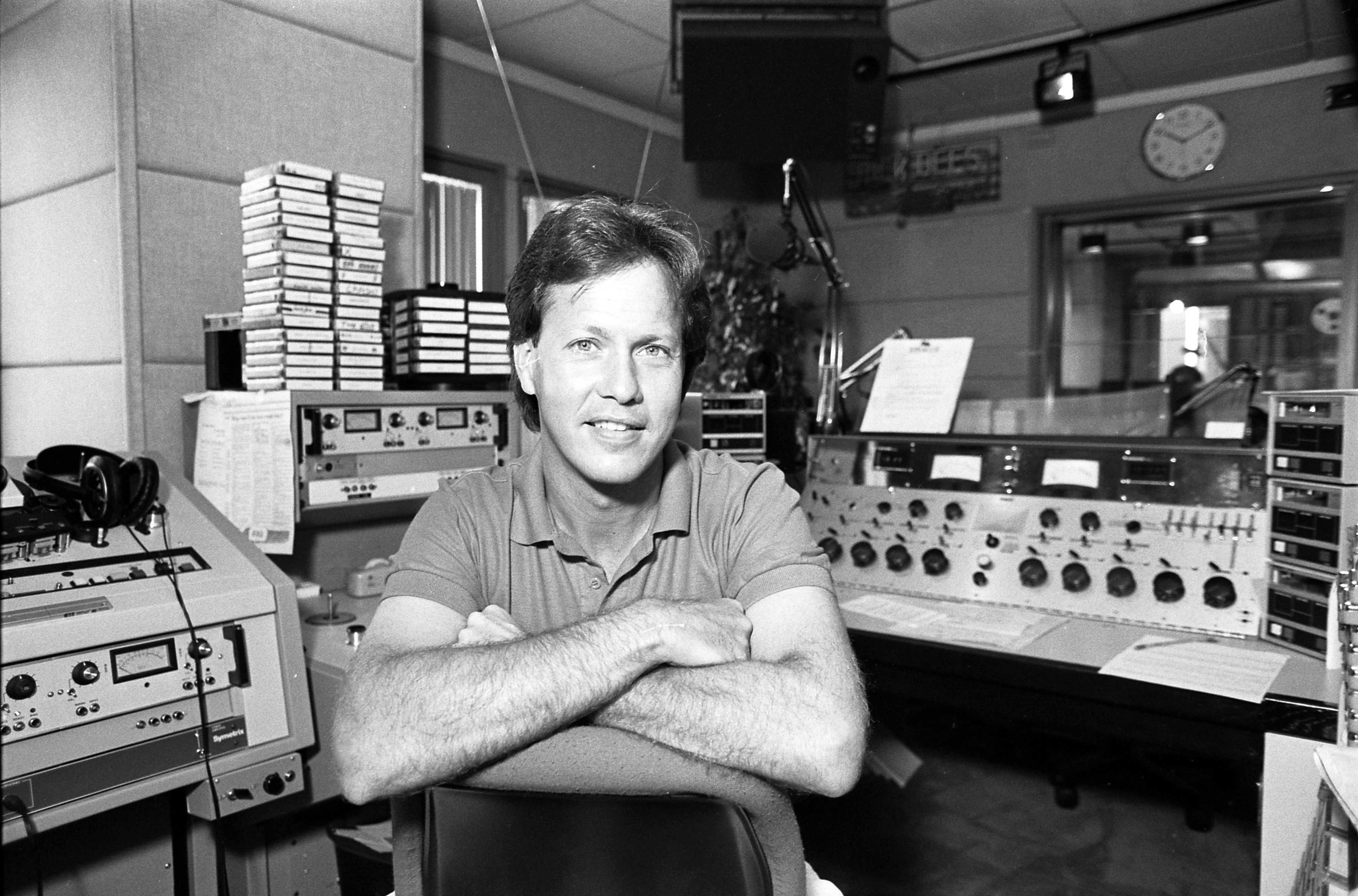
Rick Dees (1986)

Dees war von 1982 bis 2004 23 Jahre lang Morgenmoderator der Radiostation KIIS-FM in Los Angeles. Seit 1983 moderiert er zudem die wöchentliche Chartshow Rick Dees Weekly Top 40, die als Syndication in drei verschiedenen Formaten auf ungefähr 350 US-Radiostationen sowie im Internet als Stream und Podcast ausgestrahlt wird.
Ab September 2006 war Rick Dees als Morgenmoderator bei der Radiostation KMVN Movin' 93-9 FM in Los Angeles tätig. Nach einem Formatwechsel des Senders im April 2009 beendete er dort jedoch seine Moderationstätigkeit.
Seine Show verbreitete er weiter über seine Homepage „rick.com“. Am 20. April 2011 kehrte Dees zur Schwesterstation von KIIS, dem Sender KHHT (heute KRRL) zurück. KHHT hatte sein Format in „Gold-based Rhythmic AC“ gewechselt. Dees moderierte hier seine Show ein Jahr. Daily Dees wurde weiterhin Montag bis Freitag produziert und per Syndication US-weit verbreitet.

## Diskografie

### Studioalben
| Jahr | Titel                   | Höchstplatzierung, Gesamtwochen, AuszeichnungChartplatzierungen (Jahr, Titel, Platzierungen, Wochen, Auszeichnungen, Anmerkungen) | Höchstplatzierung, Gesamtwochen, AuszeichnungChartplatzierungen (Jahr, Titel, Platzierungen, Wochen, Auszeichnungen, Anmerkungen) | Höchstplatzierung, Gesamtwochen, AuszeichnungChartplatzierungen (Jahr, Titel, Platzierungen, Wochen, Auszeichnungen, Anmerkungen) | Anmerkungen                     |
| Jahr | Titel                   | DE | UK | US | Anmerkungen                     |
| ---- | ----------------------- | --- | --- | --- | ------------------------------- |
| 1977 | The Original Disco Duck | — | — | US157 (5 Wo.)US | Erstveröffentlichung: März 1977 |

Weitere Alben
- 1983: Hurt Me Baby, Make Me Write Bad Checks
- 1984: Put It Where the Moon Don't Shine
- 1985: I’m Not Crazy
- 1996: Spousal Arousal

### Singles
| Jahr | Titel Album                                     | Höchstplatzierung, Gesamtwochen, AuszeichnungChartplatzierungen (Jahr, Titel, Album, Platzierungen, Wochen, Auszeichnungen, Anmerkungen) | Höchstplatzierung, Gesamtwochen, AuszeichnungChartplatzierungen (Jahr, Titel, Album, Platzierungen, Wochen, Auszeichnungen, Anmerkungen) | Höchstplatzierung, Gesamtwochen, AuszeichnungChartplatzierungen (Jahr, Titel, Album, Platzierungen, Wochen, Auszeichnungen, Anmerkungen) | Anmerkungen                                                |
| Jahr | Titel Album                                     | DE | UK | US | Anmerkungen                                                |
| ---- | ----------------------------------------------- | --- | --- | --- | ---------------------------------------------------------- |
| 1976 | Disco Duck The Original Disco Duck              | DE7 (18 Wo.)DE | UK6 (9 Wo.)UK | US1 Platin · (25 Wo.)US | Erstveröffentlichung: August 1976 mit His Cast of Idiots   |
| 1976 | Dis-Gorilla The Original Disco Duck             | — | — | US56 (6 Wo.)US | Erstveröffentlichung: Dezember 1976 mit His Cast of Idiots |
| 1984 | Eat My Shorts Put It Where the Moon Don’t Shine | — | — | US75 (5 Wo.)US | Erstveröffentlichung: Dezember 1984                        |

## Auszeichnungen für Musikverkäufe
| Platin-Schallplatte - Kanada - 1976: für die Single Disco Duck |

Anmerkung: Auszeichnungen in Ländern aus den Charttabellen bzw. Chartboxen sind in ebendiesen zu finden.
| Land/RegionAuszeichnungen für Musikverkäufe (Land/Region, Auszeichnungen, Verkäufe, Quellen) | Gold | Platin     | Verkäufe  | Quellen         |
| -------------------------------------------------------------------------------------------- | ---- | ---------- | --------- | --------------- |
| Kanada (MC)                                                                                  | —    | Platin1    | 100.000   | musiccanada.com |
| Vereinigte Staaten (RIAA)                                                                    | —    | Platin1    | 2.000.000 | riaa.com        |
| Insgesamt                                                                                    | —    | 2× Platin2 |           |                 |